# PSG
Portfolio Safeguard (PSG) — пакет нелинейной частично целочисленной оптимизации, предназначенный для решения широкого класса прикладных задач. 
PSG получил своё название благодаря первоначальной направленности продукта на решение задач связанных с построением оптимальных портфелей в условиях неопределенности и с учетом всевозможных рисков, которые встречаются на различных рынках ценных бумаг:  Variance, Value At Risk,  Conditional Value At Risk, Cardinality, Drawdown, Relative Entropy. На данном этапе пакет расширен и включает в себя возможность решения более широкого класса задач. Включает 4 Солвера, ориентированных на решение оптимизационных задач различного типа с большим (порядка 106) количеством переменных. Ориентирован в большой мере на решение выпуклых нелинейных задач стохастической оптимизации. 
PSG является продуктом компании American Optimal Decisions . Бета-версия пакета PSG была выпущена в 2006 году. Поддерживается как коммерческая версия (Full Edition) так и бесплатная версия (Express Edition) с урезанной функциональностью.
Интерфейс для PSG реализован в четырёх средах программирования: R (язык программирования), MATLAB, C++ и Run-File (Text). Примеры решенных задач с полным описанием расположены на ресурсе .